# بيتر سوليفان (مصمم جرافيك)
بيتر سوليفان (بالإنجليزية: Peter Sullivan)‏ هو مصمم جرافيك بريطاني، ولد في 1932، وتوفي في 1996.